# Селевк III
Селевк III Керавн (дав.-гр. Σέλευκος Γ' Κεραυνός; 243 — 223 до н. е.) — цар Держави Селевкідів у 225—223 до н. е.
Селевк був старшим сином і спадкоємцем Селевка II Каллініка. При народженні він отримав ім'я Олександр, однак, після смерті батька прийняв династичне ім'я, ставши Селевком III. Прізвисько Керавн він, мабуть, отримав від солдатів в насмішку. Як описує Аппіан, Селевк був хворим і немічним, і не вмів тримати в покорі своє військо.
Проте, ідучи за планами свого батька, Селевк разом із двоюрідним братом Ахеем військовим походом пішов проти царя Пергама Аттала I Сотера. Зібравши велике військо, він перейшов через Таврські гори. Однак під час походу був зрадницьки убитий одним зі своїх офіцерів, на ім'я Никанор і галатом, на ім'я Апатура. На момент смерті Селевку було трохи понад 20 років. Пізніше трон успадкував його молодший брат Антіох, що згодом став Антіохом Великим.
Проаналізувавши монети Селевка III, дослідник Отто Мьоркгольмом дійшов висновку, що басилевс планував розпочати нову війну з Єгиптом за Калесирію.
Із знайдених написів можна зробити висновок, що Селевк мав офіційне прізвисько Сотер, а не Керавн, під яким він відомий в історії. Однак ні те, ні друге прізвисько не зустрічається на його монетах.

## Див.також
Війна Аттала I з Селевкідами